# Puchar Europy w skokach narciarskich 1982/1983
Puchar Europy w skokach narciarskich 1982/1983 – rozpoczął się 11 grudnia 1982 w Raufoss na skoczni Lønnbergbakken, a zakończył 3 kwietnia 1983 w Feldbergu na skoczni Feldbergschanze. W ramach cyklu rozegrano 25 indywidualne konkursy. Zwycięzcą klasyfikacji generalnej został Austriak Franz Wiegele. 

## Kalendarz i wyniki
| Lp.                                            | Data                                           | Miejscowość                                    | Punkt K                                        | Uwagi                                          | 1. miejsce             | 2. miejsce              | 3. miejsce           |
| ---------------------------------------------- | ---------------------------------------------- | ---------------------------------------------- | ---------------------------------------------- | ---------------------------------------------- | ---------------------- | ----------------------- | -------------------- |
| 1.                                             | 11 grudnia 1982                                | Raufoss                                        | K-86                                           | –                                              | Per Bergerud           | Olav Hansson            | Ole Bremseth         |
| 2.                                             | 12 grudnia 1982                                | Lillehammer                                    | K-120                                          | –                                              | Jari Puikkonen         | Matti Nykänen           | Per Bergerud         |
| 3.                                             | 26 grudnia 1982                                | Sankt Moritz                                   | K-94                                           | –                                              | Hansjörg Sumi          | Ole Christian Eidhammer | Jiří Parma           |
| 4.                                             | 8 stycznia 1983                                | Planica                                        | K-90                                           | TTP                                            | Vegard Opaas           | Massimo Rigoni          | Primož Ulaga         |
| 5.                                             | 9 stycznia 1983                                | Villach                                        | K-60                                           | TTP                                            | Per Mårten Olsrud      | Morten Brekk Nilsen     | Władimir Brejczew    |
| 6.                                             | 10 stycznia 1983                               | Tarvisio                                       | K-80                                           | TTP                                            | Rolf Åge Berg          | Vegard Opaas            | Zane Palmer          |
| Turniej Trzech Państw – klasyfikacja końcowa   | Turniej Trzech Państw – klasyfikacja końcowa   | Turniej Trzech Państw – klasyfikacja końcowa   | Turniej Trzech Państw – klasyfikacja końcowa   | Turniej Trzech Państw – klasyfikacja końcowa   | Vegard Opaas           | Franz Wiegele           | Primož Ulaga         |
| 7.                                             | 16 stycznia 1983                               | Schwarzach                                     | K-80                                           | –                                              | Raimund Resch          | Franz Wiegele           | Bernhard Zauner      |
| 8.                                             | 22 stycznia 1983                               | Willingen                                      | K-110                                          | –                                              | Miroslav Slušný        | Pavel Ploc              | Vegard Opaas         |
| 9.                                             | 23 stycznia 1983                               | Willingen                                      | K-110                                          | –                                              | Pavel Ploc             | Jiří Parma              | Bohumil Vacek        |
| 10.                                            | 30 stycznia 1983                               | La Molina                                      | K-75                                           | PKr                                            | Halvor Persson         | Magne Johansen          | Ivano Wegher         |
| 11.                                            | 20 lutego 1983                                 | Travnik                                        | K-87                                           | –                                              | Gérard Colin           | Władimir Brejczew       | Walentin Bożiczkow   |
| 12.                                            | 24 lutego 1983                                 | Chamonix                                       | K-95                                           | –                                              | Rolf Åge Berg          | Paul Egloff             | Ole Gunnar Fidjestøl |
| 13.                                            | 27 lutego 1983                                 | Saint Nizier                                   | K-112                                          | –                                              | Ole Gunnar Fidjestøl   | Rolf Åge Berg           | Paul Egloff          |
| 14.                                            | 27 lutego 1983                                 | Saint Nizier                                   | K-112                                          | –                                              | Ole Gunnar Fidjestøl   | Rolf Åge Berg           | Joachim Ernst        |
| 15.                                            | 12 marca 1983                                  | Schönwald                                      | K-85                                           | TSch                                           | Hans Wallner           | Hubert Neuper           | Børge Benum          |
| 16.                                            | 13 marca 1983                                  | Titisee-Neustadt                               | K-90                                           | TSch                                           | Hubert Neuper          | Nils Stolzlechner       | Rupert Hirner        |
| Turniej Schwarzwaldzki – klasyfikacja końcowa  | Turniej Schwarzwaldzki – klasyfikacja końcowa  | Turniej Schwarzwaldzki – klasyfikacja końcowa  | Turniej Schwarzwaldzki – klasyfikacja końcowa  | Turniej Schwarzwaldzki – klasyfikacja końcowa  | Hubert Neuper          | Nils Stolzlechner       | Hans Wallner         |
| 17.                                            | 18 marca 1983                                  | Sprova                                         | K-90                                           | –                                              | Per Bergerud           | Jan Henrik Trøen        | Vegard Opaas         |
| 18.                                            | 19 marca 1983                                  | Stjørdal                                       | K-82                                           | –                                              | Per Bergerud           | Roger Ruud              | Ivar Mobekk          |
| 19.                                            | 20 marca 1983                                  | Meldal                                         | K-105                                          | –                                              | Rolf Åge Berg          | Ivar Mobekk             | Ole Gunnar Fidjestøl |
| 20.                                            | 20 marca 1983                                  | Seefeld                                        | K-84                                           | –                                              | Georg Waldvogel        | Rupert Hirner           | Andreas Felder       |
| 21.                                            | 26 marca 1983                                  | Szczyrbskie Jezioro                            | K-90                                           | –                                              | Walentin Bożiczkow     | Vladimír Podzimek       | Władimir Brejczew    |
| 22.                                            | 26 marca 1983                                  | Ruka                                           | K-120                                          | –                                              | Adolf Hirner           | Pentti Kokkonen         | Jari Puikkonen       |
| 23.                                            | 27 marca 1983                                  | Szczyrbskie Jezioro                            | K-90                                           | –                                              | Peter Ciz Ján Jelenský | —                       | Miroslav Polák       |
| 24.                                            | 27 marca 1983                                  | Ruka                                           | K-120                                          | –                                              | Adolf Hirner           | Kimmo Kylmäaho          | Pentti Kokkonen      |
| 25.                                            | 3 kwietnia 1983                                | Feldberg                                       | K-85                                           | –                                              | Primož Ulaga           | Børge Benum             | Georg Waldvogel      |
| Puchar Europy 1982/1983 – klasyfikacja końcowa | Puchar Europy 1982/1983 – klasyfikacja końcowa | Puchar Europy 1982/1983 – klasyfikacja końcowa | Puchar Europy 1982/1983 – klasyfikacja końcowa | Puchar Europy 1982/1983 – klasyfikacja końcowa | Franz Wiegele          | Vegard Opaas            | Rolf Åge Berg        |